# SN 1978H
SN 1978H – supernowa typu II odkryta 7 listopada 1978 roku w galaktyce NGC 3780. W momencie odkrycia miała maksymalną jasność 16,50m.